# Bathyergidae
Bathyergidae là một họ động vật có vú trong bộ Gặm nhấm. Họ này được Waterhouse miêu tả năm 1841.

## Hình ảnh

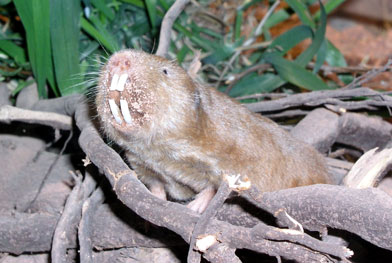
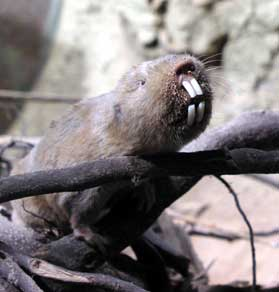
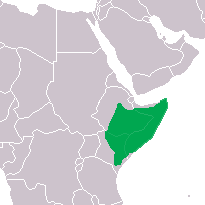

## Phân loại
- Họ Bathyergidae
  - Phân họ Bathyerginae
    - Georychus
      - Georychus capensis

    - Cryptomys
      - Cryptomys anomalus
      - Cryptomys holosericeus
      - Cryptomys hottentotus
      - Cryptomys natalensis
      - Cryptomys nimrodi
      - Cryptomys amatus
      - Cryptomys anselli
      - Cryptomys bocagei
      - Cryptomys damarensis
      - Cryptomys darlingi
      - Cryptomys foxi
      - Cryptomys ilariae[2]
      - Cryptomys kafuensis
      - Cryptomys mechowii
      - Cryptomys micklemi
      - Cryptomys occlusus
      - Cryptomys ochraceocinereus
      - Cryptomys whytei
      - Cryptomys zechi

    - Heliophobius
      - Heliophobius argenteocinereus

    - Bathyergus
      - Bathyergus janetta
      - Bathyergus suillus

  - Phân họ Heterocephalinae
    - Heterocephalus
      - Heterocephalus glaber